# 2-ナフタレンチオール
2-ナフタレンチオール（英: 2-naphthalenethiol）は、化学式C10H8Sで表されるチオールの一種である。

## 用途
ゴムの素練り剤や染料・医薬品・農薬の原料、焼き菓子やミートソースなどのフレーバーとして使用される。天然からは発見されていない人工香料である。

## 製法
2-ナフタレンスルホン酸の還元により製造される。